# Past Future
PAST < FUTURE é o 8º álbum da artista japonesa Namie Amuro.
O álbum foi lançado em 16 de dezembro de 2009, em dois formatos diferentes, apenas CD ou CD+DVD. O álbum alcançou a primeira posição no ranking semanal da Oricon.

## Lista de Faixas
| CD             |                                  |                               |                                                                               |                                                              |         |  |
| N.º            | Título                           | Letras                        | Música                                                                        | Produtor(es)                                                 | Duração |  |
| 1.             | "FAST CAR"                       | Tiger                         | Anne Judith Wik, Ronny Svendsen, Robin Jensen, Nermin Harambasic, Chris Young | Dsign Music                                                  | 3:20    |  |
| 2.             | "COPY THAT"                      | Michico                       | T.Kura, Michico                                                               | T.Kura for Giant Swing Productions                           | 4:25    |  |
| 3.             | "LOVE GAME"                      | Double                        | Anthony Anderson, Joleen Belle, Jaden Michaels, Steve Smith                   | Anthony Anderson & Steve Smith for SA TrackWorks Productions | 3:39    |  |
| 4.             | "Bad Habit"                      | Tiger                         | Hugo Lira, Thomas Gustafsson, Negin, lan-Paolo Lira                           | H.Lira, T.Gustafsson, I-P Lira for Random Music              | 3:10    |  |
| 5.             | "Steal my Night"                 | Jeff Miyahara, Kanata Okajima | Jeff Miyahara                                                                 | Jeff Miyahara                                                | 3:32    |  |
| 6.             | "FIRST TIMER feat. DOBERMAN INC" | Michico, Doberman Inc         | T.Kura, Michico, Doberman Inc                                                 | T.Kura for Giant Swing Productions                           | 5:24    |  |
| 7.             | "WILD"                           | Michico                       | T.Kura, Michico                                                               | T.Kura for Giant Swing Productions                           | 3:18    |  |
| 8.             | "Dr."                            | Nao'ymt                       | Nao'ymt                                                                       | Nao'ymt                                                      | 5:41    |  |
| 9.             | "Shut Up"                        | Nao'ymt                       | Nao'ymt                                                                       | Nao'ymt                                                      | 4:08    |  |
| 10.            | "MY LOVE"                        | Hiro                          | Hiro                                                                          | Hiro for Digz, Inc.                                          | 4:04    |  |
| 11.            | "The Meaning Of Us"              | Momo "Mocha" N.               | Momo "Mocha" N., U-key Zone                                                   | U-Key Zone                                                   | 4:28    |  |
| 12.            | "Defend Love"                    | Nao'ymt                       | Nao'ymt                                                                       | Nao'ymt                                                      | 4:03    |  |
| Duração total: | Duração total:                   | Duração total:                | Duração total:                                                                | Duração total:                                               | 48:47   |  |

| N.º | Título                            | Duração |  |
| 1.  | "FAST CAR" (Music Video)          | 3:25    |  |
| 2.  | "LOVE GAME" (Music Video)         | 3:56    |  |
| 3.  | "WILD" (Music Video)              | 3:22    |  |
| 4.  | "The Meaning Of Us" (Music Video) | 4:35    |  |
| 5.  | "Dr." (Music Video)               | 5:54    |  |
| 6.  | "Defend Love" (Music Video)       | 4:26    |  |

## Desempenho nas paradas musicais

### Posições
| Tabela musical (2009)                     | Melhor posição |
| ----------------------------------------- | -------------- |
| Japão Oricon Daily Album Chart            | 1              |
| Japão Oricon Weekly Album Chart           | 1              |
| Japão Oricon yearly album chart           | 6              |
| Japão Soundscan Albums Chart (CD+DVD)     | 1              |
| Japão Soundscan Albums Chart (CD-Only)[   | 1              |
| Taiwan G-Music Combo Chart                | 1              |
| Taiwan G-Music J-pop Chart                | 1              |
| Coreia do Sul Hanteo Weekly Albums Chart  | 1              |
| Coreia do Sul Hanteo Monthly Albums Chart | 1              |

### Vendas e certificações
| País  | Provedor | Vendas  | Certificação |
| ----- | -------- | ------- | ------------ |
| Japão | RIAJ     | 600,000 | 2× Platina   |